# Транспортные средства на сжатом воздухе

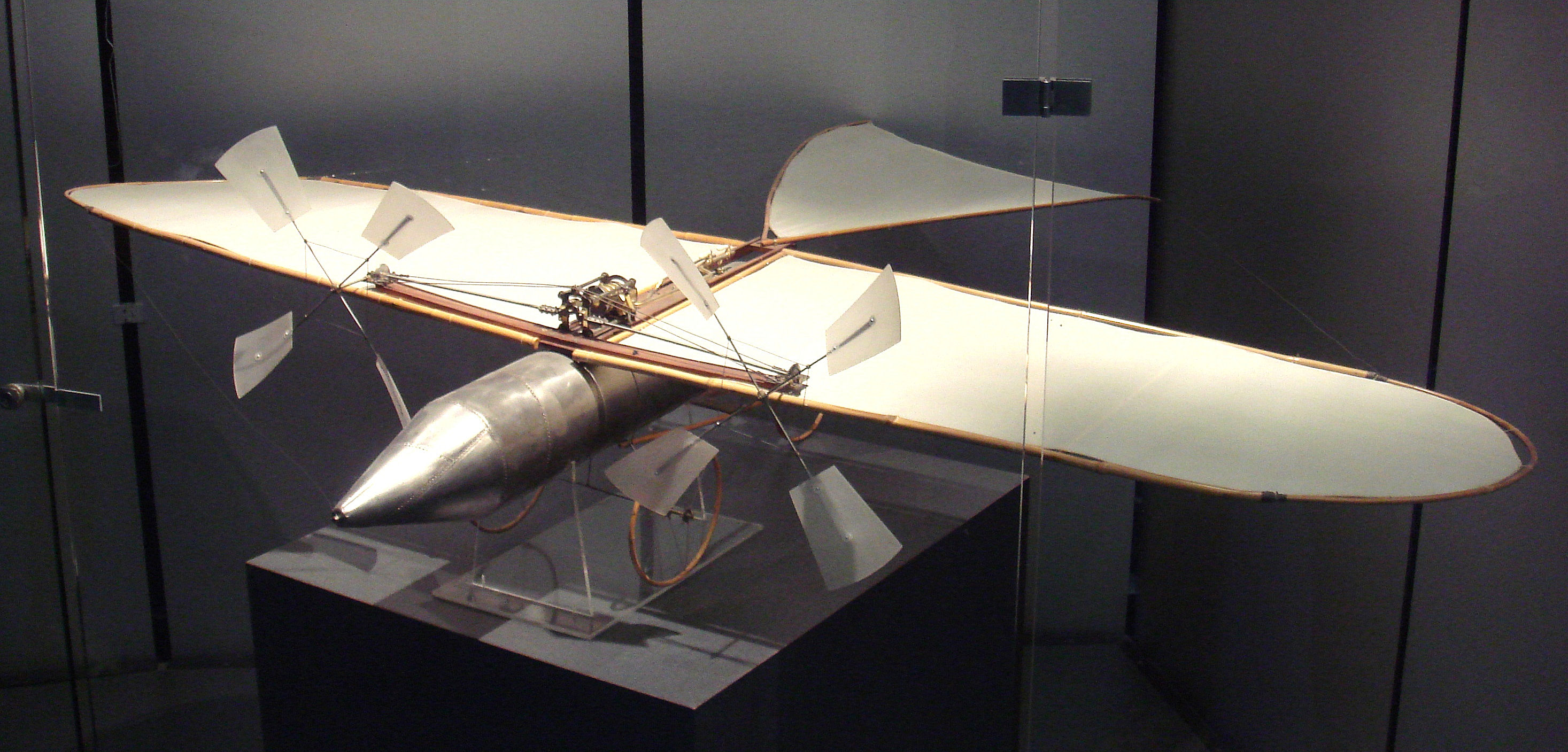
Аэроплан Виктора Татена 1879 года, в котором для движения вперёд использовался двигатель, работающий на сжатом воздухе. Это реальная машина, а не модель. Музей авиации и космонавтики (Париж).

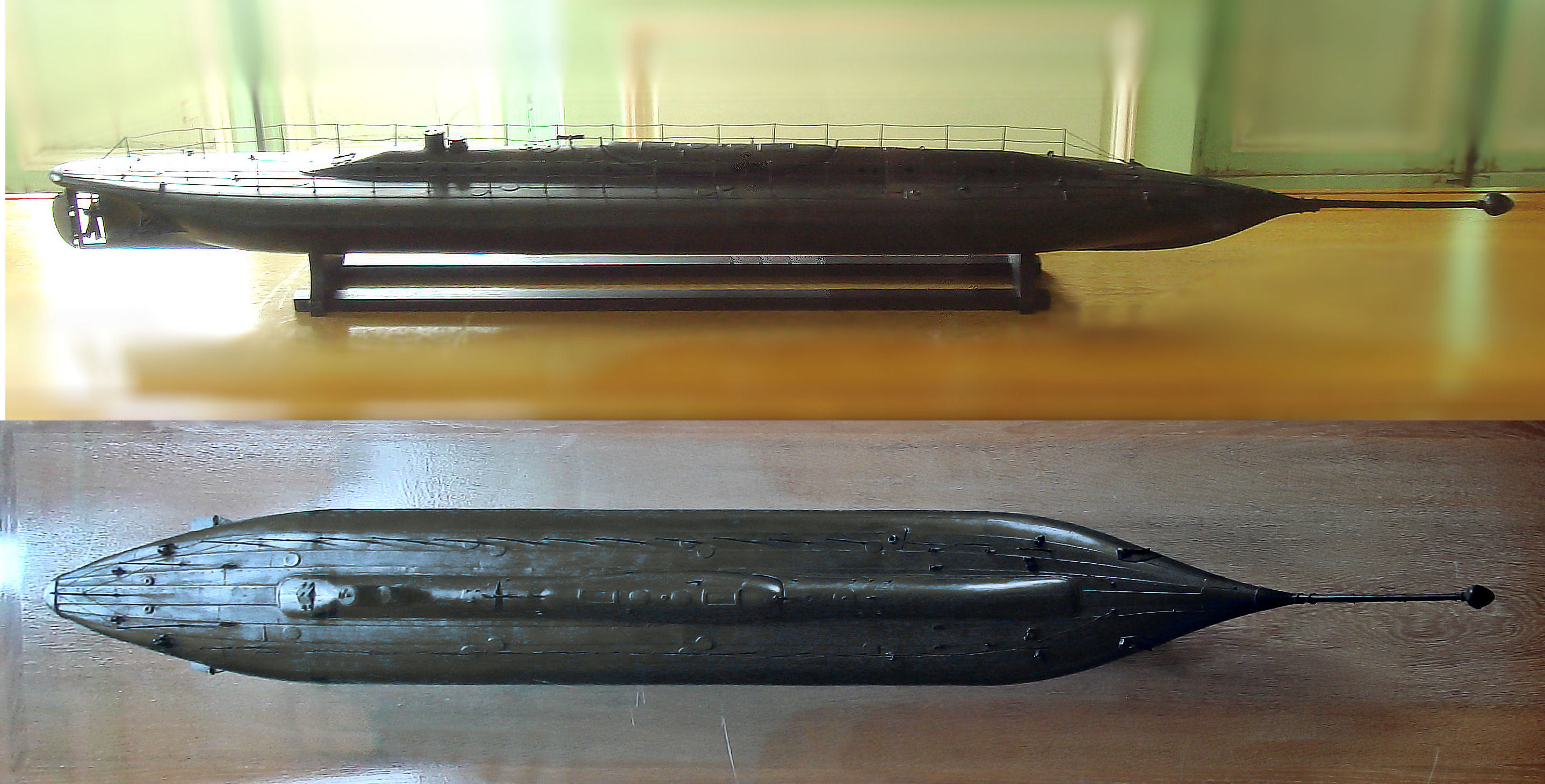
Первая подводная лодка (1863 год) Plongeur, в которой использовался пневмодвигатель. Musée de la Marine (Rochefort).

Транспортные средства на сжатом воздухе приводятся в движение пневмодвигателями, использующими воздух, к примеру, сжатый воздух, запасённый в баллонах. Такой привод называется пневматическим. Вместо смеси топлива с воздухом и её сжигания в двигателе, и последующей передачи энергии поршням от горячих расширяющихся газов, в транспортных средствах на сжатом воздухе передача энергии поршням осуществляется от сжатого воздуха.
Системы привода транспортных средств, работающие на сжатом воздухе, могут также входить в состав гибридных систем, то есть систем, включающих также электрические батареи и топливные баки для их перезарядки.

## Технологии

### Двигатели
Типичные двигатели, работающие на сжатом воздухе (пневмодвигатели), используют один или несколько поршней. Пневмодвигатели принципиально по конструкции очень похожи на гидродвигатели. В некоторых случаях целесообразно нагревать воздух или двигатель для повышения отдачи энергии. Особенно это актуально с учётом того, что расширяющийся в пневмодвигателях воздух охлаждается.

### Баллоны
Баллоны для хранения сжатого воздуха должны быть разработаны в соответствии со стандартами безопасности для сосудов, работающих под давлением. Примером такого стандарта является ISO 11439.
Баллоны могут быть изготовлены из следующих материалов:
- сталь,
- алюминий,
- углепластик,
- кевлар,
- другие материалы, или сочетание указанных выше.

Материалы на базе пластика легче металлических, но в целом они дороже. Металлические баллоны могут выдерживать большое количество циклов нагружения-разгрузки, но их необходимо периодически проверять на наличие коррозии.
Одна из компаний использует баллоны, рассчитанные на давление 30 МПа.
Баллоны описываемых транспортных средств необходимо заправлять на специальных заправочных станциях, имеющих необходимое оборудование. Затраты на вождение подобных воздухомобилей, как обычно предполагается, должны составлять порядка €0,75 на 100 км, при полной перезарядке баллонов на «баллонной станции» — около US$[уточнить]3.

### Сжатый воздух
Сжатый воздух имеет низкую энергетическую плотность. При давлении 300 бар, энергетическая плотность может достигать около 0,1 МДж/литр (с учётом возможности нагрева воздуха), что сравнимо с ёмкостью электрохимических свинцовых аккумуляторных батарей. Однако по мере разряжения батарей напряжение на их выходах падает относительно не сильно; в автомобилях на химическом топливе обеспечивается постоянная мощность на выходе от первого до последнего литра этого топлива. В то же время, давление на выходе из баллонов падает по мере расходования воздуха.
Газ в баллоне акваланга может быть сжат до 1000 Бар(100МПа), однако сейчас такие баллоны дороги и имеют малый объем.
Автомобиль обычного размера и формы потребляет на ведущем валу около 0,6—1,0 МДж на 1 км пути, хотя совершенствование формы может привести к уменьшению этого числа.

### Выбросы отходов
Как и другие технологии, не использующие сжигание топлива, использование транспортных средств на сжатом воздухе позволяет избавиться от выбросов на дорогах через выхлопные трубы, и переместить их на централизованные электростанции, что облегчает процесс утилизации этих выбросов. Однако в сжатый воздух таких транспортных средств необходимо добавлять смазывающие материалы для уменьшения сил трения и снижения износа пневмооборудования. Эти смазывающие материалы также впоследствии могут загрязнять окружающую среду.

## Преимущества и недостатки
Транспортные средства на сжатом воздухе по многим параметрам сравнимы с работающими на аккумуляторных батареях, но имеют такие потенциальные преимущества:
- Почти как и транспорт на аккумуляторных батареях, транспортные средства на сжатом воздухе в конечном счёте получают энергию от электрических распределительных сетей. Это облегчает задачу снижения выбросов в месте использования такого транспорта в противоположность миллионам других транспортных средств.
- Использование технологий сжатого воздуха позволяет снизить стоимость производства транспортного средства примерно на 20 % за счёт отсутствия необходимости использования систем охлаждения, топливных баков, систем впрыска топлива и др[4].
- Воздух сам по себе негорючий материал.
- Пневмодвигатели значительно меньше по массе и габаритам[5].
- Пневмодвигатели работают на воздухе относительно невысокой температуры, и поэтому могут быть изготовлены из менее прочных и более лёгких материалов, таких как алюминий, пластик, тефлон, обладающие хорошими фрикционными свойствами и др.
- Изношенные баллоны экологически намного безопасней аккумуляторных батарей.
- Баллоны могут быть перезаряжены сжатым воздухом быстрее, и выдерживают большее количество циклов зарядки-разрядки, чем аккумуляторные батареи. По этому показателю транспортные средства на сжатом воздухе сравнимы с транспортом на жидком топливе.
- Меньший вес воздухомобилей снижает износ дорог, что снижает стоимость их содержания.
- Охлаждающийся при работе воздух может подаваться в салон в жару (не требуется кондиционер и энергия на его работу).

Недостатки
- Принципиальным недостатком является непрямое использование энергии. Сначала энергия используется для сжатия воздуха, а потом от сжатого воздуха передаётся двигателю. Каждое преобразование энергии осуществляется с потерями. То есть, как следствие более низкий КПД чем, например, у дизельного или, тем более, электротранспорта.
- Когда воздух в двигателе расширяется, он очень сильно охлаждается (см. закон Шарля), что может привести к обмерзанию и обледенению двигателя. В то же время, подогрев воздуха может быть проблематичен.
- Дозаправка сжатым воздухом в бытовых условиях может занимать около 4 часов, хотя на специальных станциях при наличии соответствующего оборудования этот процесс может занять лишь несколько минут, но при быстрой заправке компрессором (при отсутствии ресивера заправочной станции) сжимаемый воздух, попадает в баллоны нагретым, баллоны сильно нагреваются. При подобном адиабатическом сжатии возникает дополнительный нагрев сжимаемого воздуха, препятствующий продолжению сжатия, и для продолжения заправки баллоны приходится охлаждать (например, погружая в воду) при заправке, что приводит к дополнительным потерям энергии. Это может быть невозможно в автомобилях, и поэтому заправка в этом случае неизбежно займёт много времени, что может быть переложено на плечи заправочной станции, утилизирующей тепловую разницу адиабатического(технологически) и изотермического(до большей плотности) сжатия воздуха.
- Ранние тесты показали ограниченную энергоёмкость баллонов; единственный тест, результаты которого были опубликованы, показал, что транспортное средство, приводившееся в движение исключительно сжатым воздухом, смогло преодолеть максимальную дистанцию в 7,22 км[6].
- Исследование 2005 года показало, что транспортные средства на литиево-ионных батареях имеют показатели втрое лучше, чем транспортные средства как на сжатом воздухе, так и на топливных элементах. Однако компания MDI в 2010 г. заявила, что воздухомобили будут способны преодолевать 180 км при вождении по городу и максимальной скорости 110 км/ч[7], при движении только на сжатом воздухе.

### Возможные улучшения
В транспортных средствах на сжатом воздухе протекают различные термодинамические процессы, такие как охлаждение при расширении и нагревание при сжатии воздуха. Поскольку на практике невозможно использовать идеальные теоретические процессы, то потери энергии обязательно происходят, и совершенствование может идти по пути их снижения. Одним из направлений может быть использование больших теплообменников, позволяющих, с одной стороны, эффективнее нагревать пневмодвигатель, а с другой, охлаждать пассажирский салон. В то же время, получаемое при сжатии воздуха тепло, может быть использовано для нагревания жидкостных (водных) систем и использовано позднее.
Один из производителей заявил о разработке пневмодвигателя, имеющего 90 % КПД.

## История

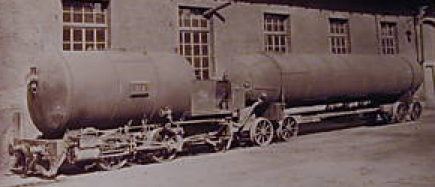
Сен-Готардская железная дорога: пневматический локомотив с присоединённым контейнером (баллоном)

В начале XIX века использование сжатого воздуха в качестве привода различных систем было весьма широко распространено и стало исчезать лишь с продвижением в массовое использование электричества. До этого пневмопривод находил воплощение в различных приборах — от пневмозвонков в дверях, пневмопочты, пневматического оружия и до предложенной в 1827 году пневматической железной дороги.
В 1861 году на Александровском заводе в Санкт-Петербурге С. И. Барановским был построен локомотив на пневматическом приводе, который получил название духоход Барановского. Локомотив использовался на Николаевской железной дороге до лета 1862 года.
Сжатый воздух используется с XIX века для привода локомотивов в горной промышленности. Кроме того, в некоторых городах, например, в Париже и Ла-Рошели, сжатый воздух использовался для привода трамваев, запитывавшихся от центральной общегородской пневматической распределительной сети. Ранее сжатый воздух использовался в двигателях торпед, обеспечивавших их движение вперёд.
Во время строительства Сент-Готардской железной дороги в период с 1872 по 1882 годы, пневматические локомотивы использовались при прокладке Готардского железнодорожного туннеля.
В 1903 году компания «Сжиженный воздух» (англ. Liquid Air Company), расположенная в Лондоне, производила автомобили на сжатом и сжиженном воздухе. Главными проблемами в этих автомобилях, как и вообще в автомобилях на сжатом воздухе, является недостаточный вращательный момент пневмодвигателей и высокая стоимость сжатого воздуха
В последнее время[когда?]

 несколько компаний начали разработку воздухомобилей на сжатом воздухе, хотя ни один из них не был выпущен для широкой публики, и не был протестирован независимыми специалистами.
В 1997 году мексиканское правительство заключило договор с европейской компанией MDI, представившей прототип Taxi Zero Pollution с, о постепенной замене таксопарка Мехико (одного из самых загрязнённых мегаполисов мира) на «воздушный» транспорт.

## Транспорт на сжатом воздухе

### Пневмовелосипеды
Трое студентов инженеры-механики из Университета штата Сан-Хосе; Даниэль Мекис, Деннис Шааф и Эндрю Мирович, спроектировали и построили велосипед, который работает на сжатом воздухе. Общая стоимость прототипа составила около 1000 долларов. Максимальная скорость была зарегистрирована в мае 2009 года и составила 37 км/час (23 миль/час).

### Мотоциклы
Мотоцикл на сжатом воздухе был сделан Эдвином Йи Юанем. Модель основана на Suzuki GP100 где Анжело Ди Пьетро использовал технологию сжатого воздуха.
Также модель от австралийского дизайнера Дина Бенстеда на базе Yamaha WR250R

### Мопеды
В рамках ТВ-шоу «Планета Механики», Джем Стэнсфилд и Дик Стравбридж превратили обычный скутер в мопед на сжатом воздухе..

### Автомобили
Несколько компаний занимаются исследованием и производством прототипов подобных автомобилей, планирует выпуск их на рынок в 2016 году.

### Автобусы
Motor Development International производит автомобили MultiCATs, которые могут использоваться в качестве автобусов или грузовиков.